# Xã South Benton, Quận Polk, Missouri
Xã South Benton (tiếng Anh: South Benton Township) là một xã thuộc quận Polk, tiểu bang Missouri, Hoa Kỳ. Năm 2010, dân số của xã này là 1.058 người.